# Paramyioides
Paramyioides är ett släkte av tvåvingar med utbredning i Sydostasien. Paramyioides ingår i familjen sprickflugor.

## Arter
- Paramyioides horrida
- Paramyioides perlucida
- Paramyioides spinosa